# اکتیو (آلاباما)
اکتیو (به انگلیسی: Active) یک منطقهٔ مسکونی در ایالات متحده آمریکا است که در شهرستان بیب، آلاباما واقع شده‌است. اکتیو ۱۳۴٫۱۱ متر بالاتر از سطح دریا قرار دارد.